# 680년

## 연호
- 당(唐) 조로(調露) 2년 / 영륭(永隆) 원년

## 기년
- 당(唐) 고종(高宗) 31년
- 신라(新羅) 문무왕(文武王) 20년

## 사건
- 후사인 이븐 알리 군대와 야지드 1세 군대 사이에 카르발라 전투가 일어났다.
- 신라, 금관군(金官郡)을 금관소경(金官小京)으로 승격하였다.
- 불가리아족이 다뉴브강을 건너와 황제 콘스탄티누스4세와 싸워서 승리한 후 다뉴브강 남쪽에 정착했다.[1]

## 사망
- 이슬람 시아파의 제3대 이맘 후사인 이븐 알리.
- 김유신의 동생이자, 장군겸 정치가 김흠순이 향년 82세로 사망하다.

1. ↑  이경구 (2009). “8세기 중엽 교황의 리더십”. 《역사와 담론》 (호남사학회).